# Kullancsok (vulkánok)

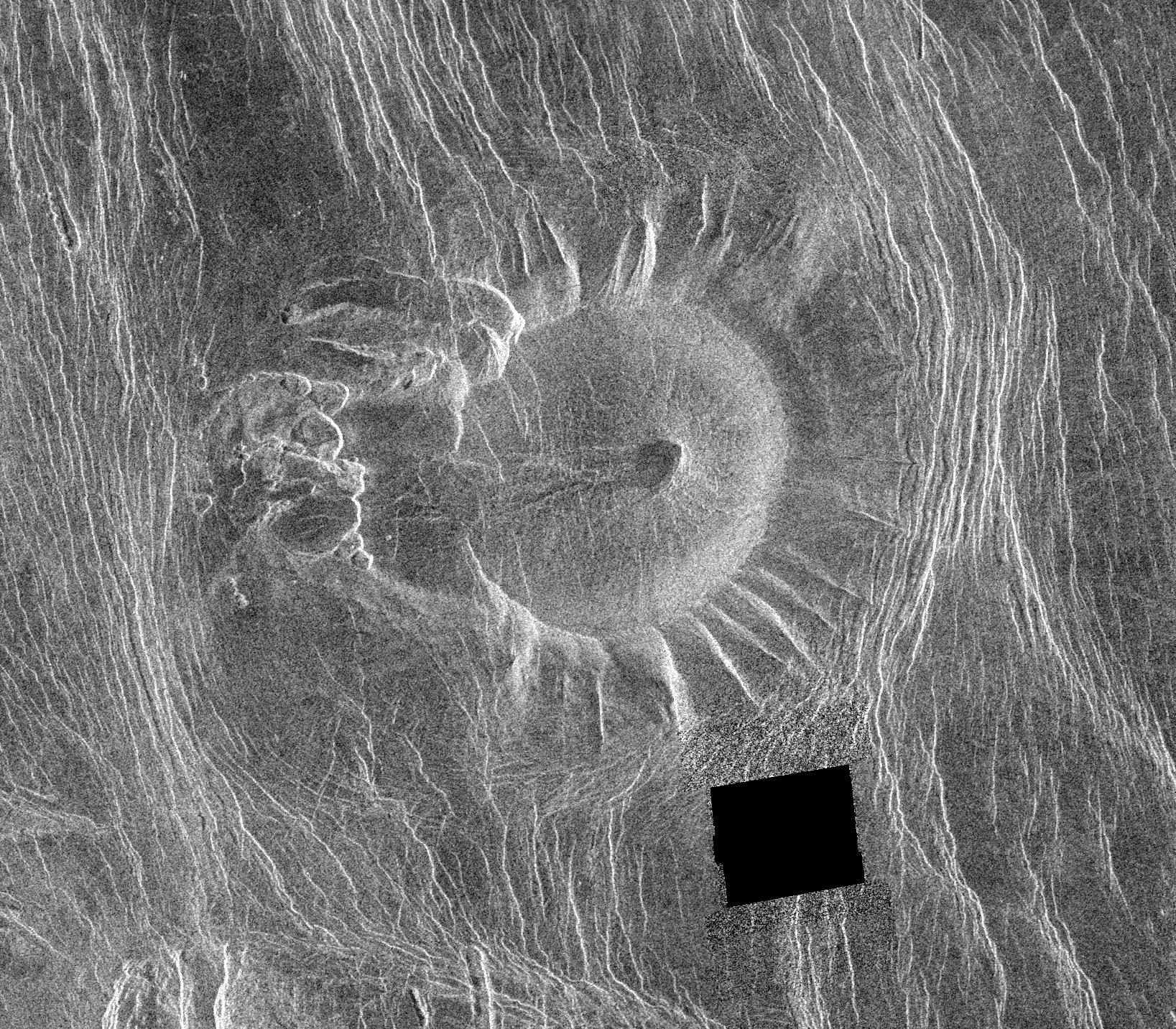
The Tick (A Kullancs) – az elsőként felfedezett beomlott vulkán

A kullancsok lepusztuló vulkáni kúpok a Vénuszon. Külső ívükön omlásokkal és csuszamlásokkal tarkítottak, ezért kerületük szabálytalan, a kúp fala pedig az egyes csuszamlások határai mentén, sugarasan bordázott. A lezúduló törmelék előfordul, hogy a hegy lábánál gyűlik össze, de van, hogy több tíz kilométerre állapodik meg. Egyes esetekben törmeléknek nyoma sincs. A kúp teteje gyakran berogyott. Egy másik elmélet szerint a sugaras bordázottság a lávacsatornák sugaras elrendeződésének tulajdonítható.
Az első ilyen objektumot a Magellan űrszonda észlelte. Az Alfa Régiótól északkeletre elhelyezkedő beomlott vulkán egyike a legnagyobbaknak, ezért már a megfigyelés első hónapjában szemet szúrt a méréseket vizsgáló csapatnak. A sugárirányú bordák egy kullancs lábaira emlékeztettek, így a „hegy” a The Tick (A Kullancs) nevet kapta. A Kullancs teste valójában a vulkán közepén levő tál alakú bemélyedés, amit először kiemelkedésnek nézhettek a kutatók. A hegyet egy évig egyedi objektumnak tartották, mígnem egy segédmunkatárs több hasonlót is beazonosított a radarmérések alapján.

## Fordítás
- Ez a szócikk részben vagy egészben  a   scalloped margin dome című angol Wikipédia-szócikk ezen változatának fordításán alapul.  Az eredeti cikk szerkesztőit annak laptörténete sorolja fel. Ez a jelzés csupán a megfogalmazás eredetét és a szerzői jogokat jelzi, nem szolgál a cikkben szereplő információk forrásmegjelöléseként.